# 霍里夫 (奧斯特羅赫區)
50°23′56.2″N 26°29′10.7″E / 50.398944°N 26.486306°E
霍里夫（烏克蘭語：Хорів），是烏克蘭西北部的村莊，隸屬里夫內州的里夫內區。該村始建於1884年，面積3.52平方公里，海拔高度216米，2001年人口1,358，人口密度每平方公里385.5人。